# Janka Kupała
Janka Kupała (biał. Янка Купала), właściwie Iwan Daminikawicz Łucewicz, biał. Іван Дамінікавіч Луцэвіч; ur. 25 czerwca?/7 lipca 1882 w Wiazynce, zm. 28 czerwca 1942 w Moskwie) – klasyk literatury białoruskiej, poeta, dramaturg, publicysta, działacz narodowy i jeden z twórców białoruskiego języka literackiego.

## Życiorys

### Dzieciństwo i młodość

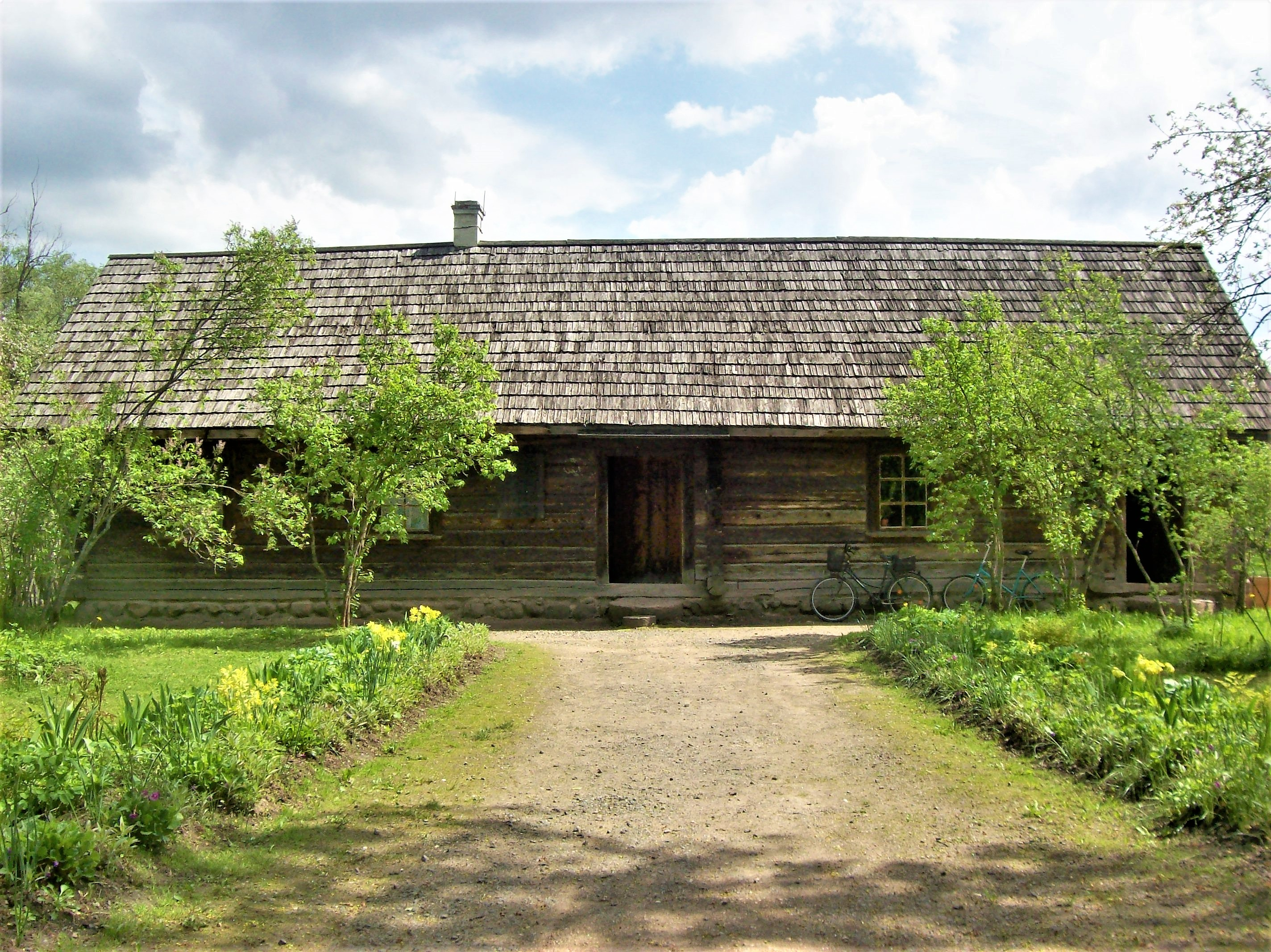
Siedziba Łucewiczów we wsi Wiazynka, ob. dom-muzeum Janki Kupały

Rodzice (Dominik Łucewicz i Benigna z domu Wołosewicz) należeli do drobnej, zubożałej szlachty i dzierżawili ziemię od bogatszych folwarków. W 1898 roku ukończył białoruską szkołę ludową. Po śmierci ojca w 1902 roku najmował się do pracy na posadach m.in. domowego nauczyciela oraz oficjalisty w majątkach i browarze.

### Pierwsze publikacje
Do pierwszych utworów Kupały zalicza się kilka sentymentalnych wierszy w języku polskim, drukowanych w latach 1903–1904 w czasopiśmie „Ziarno” pod pseudonimem „K-a”. Pierwszym wierszem w języku białoruskim był utwór Maja dolia, datowany na 15 lipca 1904 roku. Pierwszy drukowany białoruski utwór Kupały to wiersz Mużyk, który ukazał się 15 kwietnia 1905 roku w gazecie „Siewiero-Zapadnyj kraj”. Pierwszą publikacją w prasie białoruskojęzycznej był wiersz Kascu, który został wydrukowany w Naszej Niwie 11 kwietnia 1907 roku. W tym samym roku w Naszej Niwie drukowane były również inne utwory Kupały. Wczesne wiersze Kupały cechuje czerpanie inspiracji z folkloru i białoruskiej poezji XIX wieku. 
W latach 1906–1907 powstawały poematy Zimoju (Zimą), Nikomu, Adpłata kachanniem (Zapłata miłością). 18 stycznia 1908 roku Nasza Niwa opublikowała poemat U Pilipauku. W tym samym roku Kupała ukończył pracę nad poematami Adwiecznaja pieśnia oraz Za szto, których tematem jest ucisk i niesprawiedliwość społeczna.

### Okres wileński i petersburski

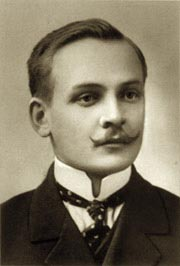
Zdjęcie z okresu jego pierwszej pracy w gazecie „Nasza Niwa”, Wilno, 1908

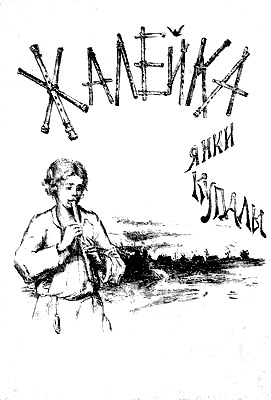
Żalejka - strona tytułowa zbioru wierszy, 1908

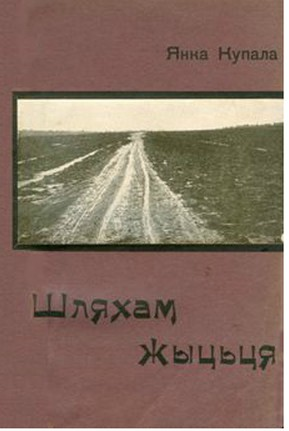
Szliacham życcia (Szlakiem życia) - okładka zbioru wierszy, 1913

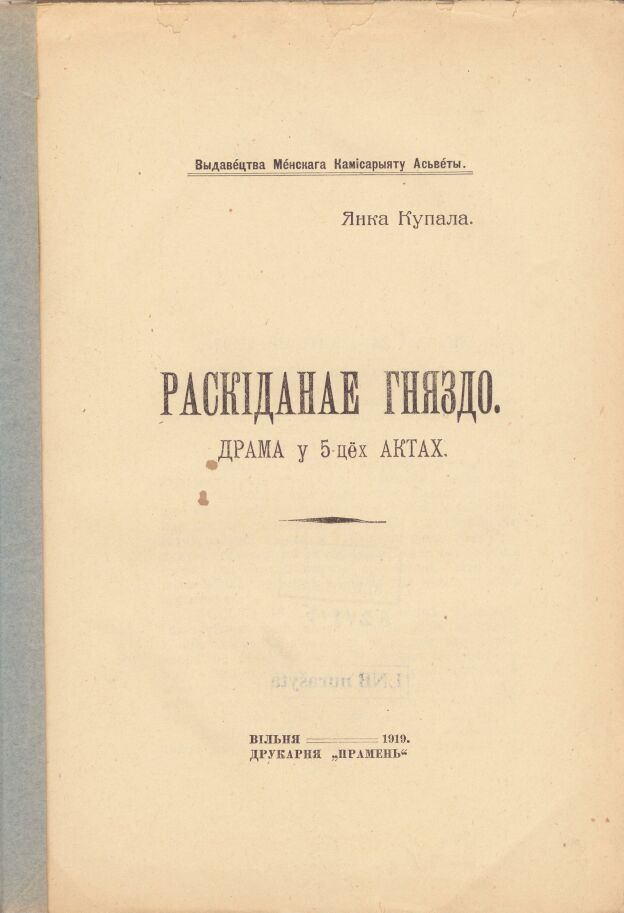
Raskidanaje hniazdo. Drama v 5-cioch aktach - wydanie wileńskie z 1919

Jesienią 1908 roku Kupała przeniósł się do Wilna, gdzie współpracował z redakcją Naszej Niwy. W okresie wileńskim życia poety powstawało wiele jego sztandarowych utworów – m.in. Maładaja Biełaruś, Zakliataja Kwietka, Adcwitannie. Niektóre z tych utworów drukowane są w Naszej Niwie. 
W 1908 roku w Sankt Petersburgu ukazał się pierwszy tom poezji Kupały pod tytułem Żalejka. W październiku tego roku Petersburski Komitet do spraw Druku przy Ministerstwie Spraw Wewnętrznych wydał decyzję o konfiskacie tomu jako wydania antypaństwowego oraz o pociągnięciu jego autora do odpowiedzialności. Ostatecznie decyzja została cofnięta, jednak w 1909 roku nakład książki został ponownie skonfiskowany na mocy decyzji wileńskiego generał-gubernatora. Aby nie zaszkodzić reputacji Naszej Niwy w oczach władz, Kupała porzucił pracę w redakcji.
W styczniu 1909 roku Kupała przeniósł się do Petersburga. Zapisał się tam na ogólnoedukacyjne kursy A. Czerniajewa, na których wykładali znani petersburscy uczeni. 8 lipca 1910 roku ukazała się jego kolejna książka – poemat Adwiecznaja pieśnia. 13 października 1910 roku wyszedł drukiem drugi tom jego poezji pt. Guślar. W zamieszczonych w tomie wierszach znaleźć można wezwanie do rozbudzenia godności narodowej oraz walki o wolność, jednakowoż wiersze z bezpośrednimi wezwaniami do narodowego powstania (m.in. utwór Zwajawanym) nie trafiają do tomu, aby uniknąć kłopotów z cenzurą. W kwietniu 1910 roku zakończone zostają prace nad poematem Kurhan, a w sierpniu poeta kończył poemat Son na kurhanie – jeden ze swych najwybitniejszych utworów, przedstawiający ubogą egzystencję ludu Białorusi i próbujący zgłębić przyczyny takiego położenia. Poemat ten ukazał się w druku w 1912 roku. 
3 czerwca 1912 roku dobiegały końca prace nad pierwszym utworem scenicznym Kupały – komedią Paulinka. Została ona wydana drukiem w następnym roku, aby później znaleźć się na scenie – początkowo w Sankt Petersburgu, a potem – w Wilnie i Radaszkowiczach. Spektaklom tym przyglądał się sam autor. W czerwcu 1913 roku Kupała kończył poemat historyczny Bandarouna, a następnie poematy Mahiła lwa, Jana i ja oraz humoreskę Prymaki.
Wiosną 1913 roku wyszedł drukiem trzeci tom poezji Kupały – Szliacham życcia. Wiersze z tego tomu, w odróżnieniu od dwóch poprzednich, cechuje wpływ estetyki modernizmu i symbolizmu. W tomie zamieszczony został również poemat dramatyczny Na pałasie.
Na wrzesień 1913 roku datowany jest najwybitniejszy utwór w przedrewolucyjnej twórczości Kupały – dramat Raskidanaje hniazdo (Rozrzucone gniazdo). Na przykładzie wiejskiej rodziny, która traci cały swój dobytek ukazana jest tragedia narodu białoruskiego. Sztuka została pokazana na scenie dopiero po rewolucji 1917 roku, a wydrukowana jeszcze później – w 1919 roku w Wilnie.
Jesienią 1913 roku Kupała powracał do Wilna, gdzie początkowo pracował jako sekretarz Białoruskiego Towarzystwa Wydawniczego, a potem ponownie podejmował współpracę z Naszą Niwą. Od 7 kwietnia 1914 roku gazeta ukazywała się z nazwiskiem Kupały jako głównego redaktora. Jednocześnie Kupała pomagał wydać tomy poezji Bahdanowicza i Bujły.

### Lata wojny i okupacji
Po rozpoczęciu I wojny światowej Kupała od września do grudnia 1914 roku pracował nad cyklem antywojennych wierszy Pieśni wajny. Jednocześnie pisał on pełne antywojennej retoryki artykuły w Naszej Niwie. Za artykuł Dumki Kupała miał być pociągnięty przed sąd. Rozprawa nie odbyła się jednak z powodu ewakuacji wywołanej zbliżaniem się frontu do Wilna. We wrześniu 1915 roku Kupała wyjechał z Wilna do rodzinnego folwarku Akopy.
Pod koniec września 1915 roku wyjechał do Moskwy, gdzie podjął naukę na Uniwersytecie Ludowym im. Szaniawskiego. W Moskwie Kupała poślubił Uładzisławę Stankiewicz, po czym oboje przeprowadzili się do Mińska. W styczniu 1916 roku Kupała dostał powołanie do armii. Jego oddział stacjonował początkowo w Mińsku, a latem przerzucony został do Połocka. Podczas okupacji niemieckiej Kupała przebywał w Smoleńsku. W okresie od 1916 do jesieni 1918 roku nie powstał ani jeden utwór. Od października do grudnia 1918 roku Kupała stworzył cykl wierszy-wezwań, będących jego reakcją na wydarzenia tamtego okresu – rewolucję, okupację, powstanie Białoruskiej Republiki Ludowej. Do wierszy tych zalicza się m.in. utwory: Czas, Na schod, Pczoły, Zwany.
W styczniu 1919 roku Kupała powrócił do Mińska. 25 sierpnia 1919 ukazał się pierwszy numer redagowanej przezeń gazety „Zwon”. Pisał on dla niej nowe wiersze i publikował liczne artykuły na temat białoruskiego ruchu narodowego i walki o wolność. Jednocześnie pracował nad przekładem na język białoruski Słowa o wyprawie Igora.

### Początek lat 20.

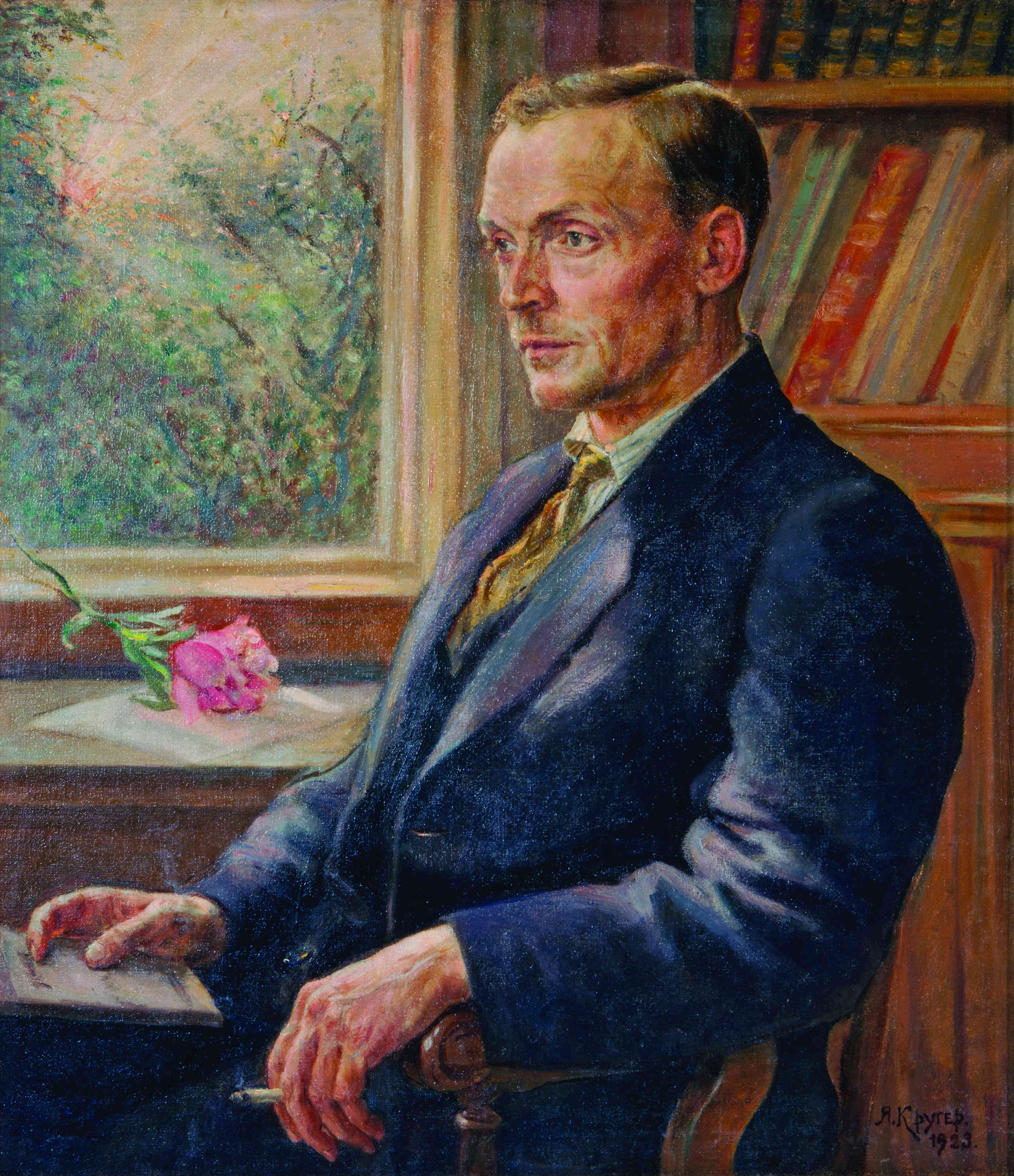
Janka Kupała, 1923

Na początku lat 20., po powstaniu BSRR, Kupała pracował na stanowisku zastępcy przewodniczącego Wydziału Literacko-Wydawniczego Ludowego Komisariatu Oświaty BSRR oraz redagował czasopismo „Wolny ściah”. Pomagał również w stworzeniu Instytutu Białoruskiej Kultury, którego członkiem zwyczajnym wybrany został w 1922 roku. W 1922 roku ukazywał się tom Spadczyna, składający się z wierszy nowych a także powstałych w trakcie I wojny światowej. Wiersze Paustań z narodu naszaha, prarok... oraz Żydy! zostały usunięte z tomu ze względu na cenzurę.
24 stycznia 1922 roku pojawiały się wiersze Pierad buduczyniaj oraz Pazwali was.... W wierszach tych Kupała wyrażał swoje zdanie o bolszewikach oraz zakłopotanie aktualnymi wydarzeniami. Obydwa wiersze zostały zakazane. Nakład pierwszego numeru czasopisma „Adradżeńnie”, w którym wydrukowano wiersz Pierad buduczyniaj został zaś skonfiskowany.
31 sierpnia 1922 roku w Akopach Kupała kończył pracę nad tragikomedią Tutejszyja – ironiczną panoramą miejskiego życia czasów okupacji. Oficjalna krytyka literacka obwiniła autora o „drobnoburżuazyjne narodnictwo” i „przeciwstawianie się dyktaturze proletariatu”. W tym samym roku Kupała wraz z innymi białoruskimi poetami podejmował próbę stworzenia spółki literackiej pod nazwą „Wir”. W wyniku przeprowadzonej jednak przez DPU weryfikacji wszyscy niemal członkowie spółki otrzymali negatywne charakterystyki. Kupała nazwany został wtedy „białoruskim pisarzem-szowinistą”, a powstanie samej spółki zostało uniemożliwione.
W 1924 roku Kupała wydawał poemat „Bieznazounaje”, w którym wychwalał walkę o niezależność w poprzednich latach i wzywał, by nie zaprzestawać zmagań, utrwalać to, co zostało już osiągnięte i pozostawić po sobie w pełni wolną Białoruś. W 1925 roku Kupała otrzymał tytuł Ludowego Poety BSRR. Latem 1926 roku w czasopiśmie „Połymia” ukazywał się cykl wierszy, wśród których wiele było literackimi protestami m.in. Carskija dary, Kab, Akou pałomanych żandar. Ich rozpowszechnianie zostało surowo zabronione.

### Koniec lat 20. i lata 30.
W 1927 roku Kupała stawał na czele spółki „Połymia”, która skupiała pisarzy związanych ze środowiskiem „Adradżeńnia”. 7 listopada 1927 roku białoruskie gazety drukowały poemat Kupały Z uhodkawych nastrojau, poświęcony dziesięcioleciu rewolucji październikowej. W poemacie wydarzenia października 1917 roku wychwalone zostały z nadzwyczaj wielkim patosem, przez który przeziera jawna ironia.
Następne lata były czasem represji, które dotknęły inteligencję twórczą i Kupała przymuszony został do pisania pod dyktando władz pochwalnych wierszy wychwalających osiągnięcia socjalizmu. Wiele razy wzywany zostawał na przesłuchania w sprawie nieistniejącej w rzeczywistości kontrrewolucyjnej organizacji „Związek Wyzwolenia Białorusi”. Nie mogąc wytrzymać szykan 20 listopada 1930 roku poeta podjął próbę samobójczą. Złamany przez represje podpisał tak zwany „List otwarty Janki Kupały”, w którym odżegnywał się od narodowych ideałów. Twórczość Kupały lat 30. składa się w większości z pozbawionych wartości artystycznych prosowieckich wierszy i artykułów. Wyjątek stanowi cykl wierszy stworzonych w 1935 roku we wsi Lauki (m.in. Soncu, Lion, Darohi), opowiadający o kolektywizacji poemat Nad rakoj Aresaj oraz poświęcony pamięci Tarasa Szewczenki poemat Tarasowa dola. Wiersze powstałe w latach 30. weszły w skład tomu Ad serca, za który Kupała otrzymał w 1941 roku nagrodę leninowską.
W 1941 roku w związku z okupacją Białorusi przez niemieckie wojska, Kupała ewakuował się do Moskwy, a stamtąd do Tatarstanu. Powstał wtedy szereg wierszy-apelów do narodu, w których Kupała wzywał do walki z okupantami (m.in. Biełaruskim partyzanam, Znou budzie szczaście mieć i woliu..., Paustau narod). 

### Ostatnie lata i śmierć
28 czerwca 1942 roku Kupała zmarł po upadku ze schodów w hotelu Moskwa. Do tej pory nie udało się wyjaśnić czy był to nieszczęśliwy wypadek, samobójstwo czy zaplanowane morderstwo. Poeta pochowany został na cmentarzu Wagańkowskim w Moskwie. Po dwudziestu latach jego szczątki przewiezione zostały na Białoruś. Obecnie Janka Kupała spoczywa na cmentarzu wojskowym w Mińsku, obok mogiły Jakuba Kołasa.

## Pamięć o poecie

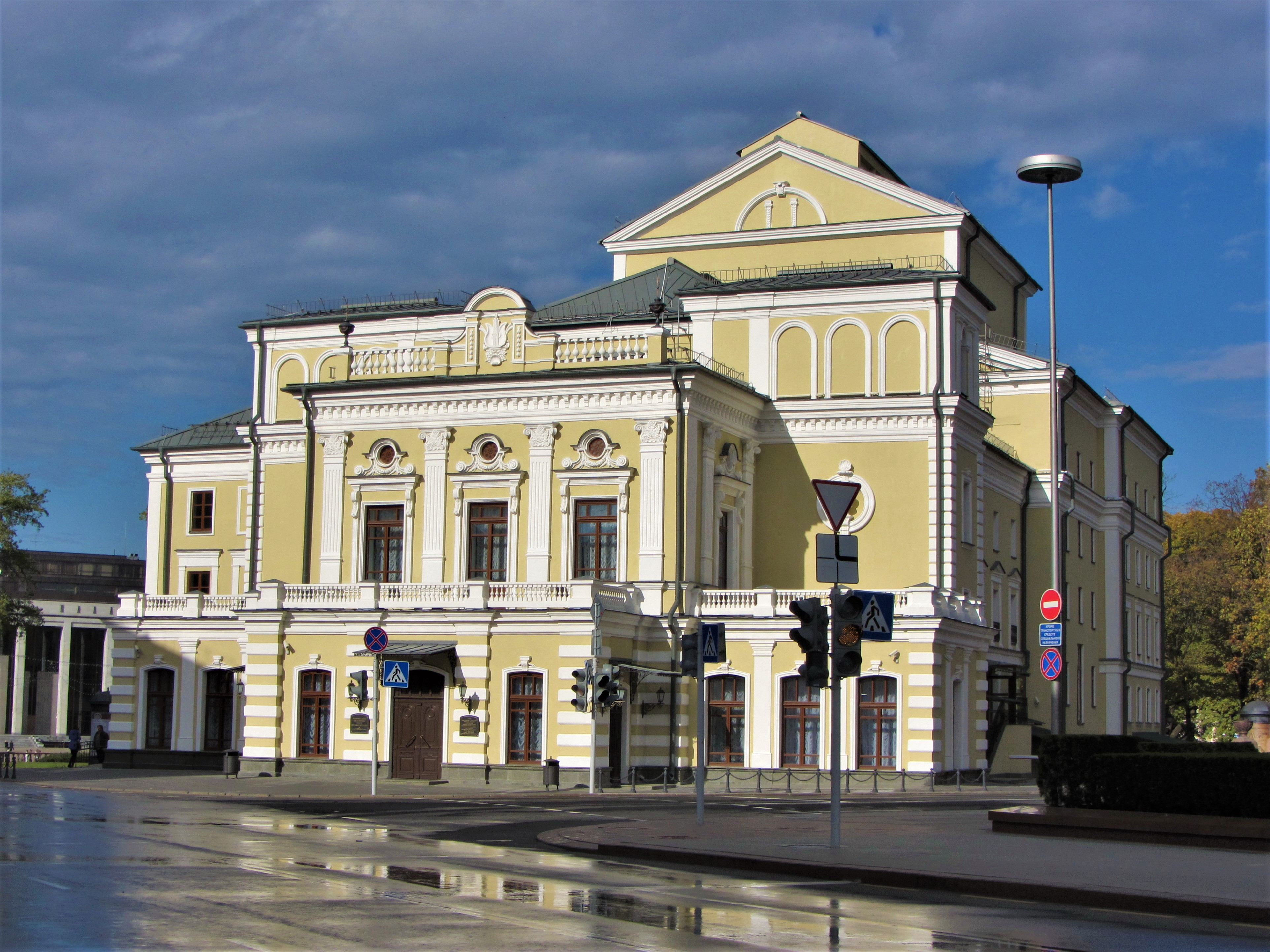
Teatr im. Janki Kupały w Mińsku

Imieniem Kupały nazwana została ulica, park i stacja metra (Kupałauskaja) w Mińsku, rezerwat przyrody w pobliżu Wiazynki. W Mińsku działa Muzeum Kupały, mające swoje filie w Wiazynce, Laukach, Akopach i Jachimowszczyźnie.
Imię Janki Kupały nosi Narodowy Teatr Akademicki w Mińsku oraz Uniwersytet w Grodnie. Ulice Janki Kupały znajdują się również w Gdańsku i Hajnówce.
W Gdańsku poetę uhonorowano dodatkowo pamiątkowym pomnikiem, którego odsłonięcie nastąpiło 26 czerwca 2003 roku. Monument ma postać głazu narzutowego w kolorze różowo-szarym i znajduje się przy stawie między ulicami Pomorską, Subisława, Beniowskiego i Kupały. Na kamieniu znajduje się mosiężna tablica z napisem w języku polskim i białoruskim o treści: JANKA KUPAŁA (JAN ŁUCEWICZ) 1882-1942 WIESZCZ BIAŁORUSKI wraz z cytatem „śnią mi się sny o Białorusi”. Poniżej znajdują się podpis cyrylicą, a także rysunek książki i kałamarza z gęsim piórem.
Umiejscowienie pomnika okazało się nieporozumieniem, gdyż stanął on przy ulicy Kupały, która została nazwana tak na cześć rzekomego słowiańskiego bóstwa.